# Championnat de France de rugby à XIII 1998-1999
Navigation
Édition précédente Édition suivante
Le Championnat de France de rugby à XIII 1998-99 ou D1 1998-1999 oppose pour la saison 1998-1999 les meilleures équipes françaises de rugby à XIII au nombre de douze du 22 aout  1998 au 22 mai 1999. La finale se déroule à Paris au Stade Charlety, ce qui constitue une première pour le championnat de France, dont les finales se sont toujours déroulées en province.

## Équipes en compétitions
Douze équipes participent cette saison au championnat de France de première division. Neuf équipes sont localisées en région Occitanie une d'entre elles étant située à moins de 20 kilomètres de ses frontières, et la dernière se situant en Nouvelle Aquitaine.
Cette saison marque plusieurs changements au niveau de l’identité visuelle du rugby à XIII en France, puisqu'un logo XIII et une charte graphique sont adoptés, des logos créés pour les clubs, ainsi que des surnoms attribués  pour les équipes du Championnat   ( Spacers, Aigles, Mavericks, Taureaux, etc.). Ainsi pour la finale de l'édition 1998-1999 ce sont les léopards de Villeneuve-sur-Lot qui rencontrent les ours de Saint-Gaudens.
Mais c'est surtout l'institutionnalisation de la Finale du Championnat de France au stade Charlety, autrement dit dans la Capitale qui constitue le principal changement significatif pour la saison et la diffusion de la finale en direct sur la chaine Eurosport. On notera aussi que La Fédération française de rugby à XIII, pour la finale, a diffusé aux spectateurs un album de la bande dessinée XIII, en fait une réédition du premier album Le Jour du soleil noir, pour jouer de la similitude entre le nom de la série de bande dessinée et le chiffre « XIII  » qui fait référence à cette forme de rugby,. 
A la marge, il y a également le fait que soient disputés trois matchs avant la première journée, ceci afin de tenir compte de la participation de clubs français au « Treize Tournoi » (sorte de Coupe d'Europe, à laquelle participe Villeneuve-sur-Lot, Limoux, et Saint-Estève). Treize Tournoi que remporte par la suite Villeneuve-sur-lot face à l’Équipe anglaise des Lancashire Lynx sur le score de 16 à 10.

## Format
Le calendrier est composé de deux phases :

### Première phase: saison régulière
Chaque équipe rencontre toutes les autres en matchs aller-retour.

### Deuxième phase: éliminatoires
À l'issue de la saison régulière, les huit premiers de la saison régulière se qualifient pour la phase à élimination directe. Ils sont qualifiés pour les quarts de finale prévus en aller-retour, le match aller se jouant sur le terrain du moins bien classé.

## Déroulement de la compétition

### Classement de la première phase
| Classement | Club               | Joués | Gagnés | Nuls | Perdus | Points |
| 1er        | Villeneuve-sur-Lot | 22    | 16     | 2    | 4      | 56     |
| 2e         | Saint-Estève       | 22    | 15     | 2    | 5      | 54     |
| 3e         | Saint-Gaudens      | 22    | 15     | 1    | 6      | 53     |
| 4e         | XIII Catalan       | 22    | 15     | 0    | 7      | 52     |
| 5e         | Toulouse           | 22    | 14     | 0    | 8      | 50     |
| 6e         | Carpentras         | 22    | 10     | 1    | 11     | 43     |
| 7e         | Pia                | 22    | 9      | 0    | 13     | 40     |
| 8e         | Limoux             | 22    | 8      | 1    | 13     | 40     |
| 9e         | Avignon            | 22    | 7      | 0    | 15     | 36     |
| 10e        | Lézignan           | 22    | 7      | 0    | 15     | 36     |
| 11e        | Carcassonne        | 22    | 4      | 1    | 17     | 30     |
| 12e        | Tonneins           | 22    | 8      | 0    | 14     | 27     |

### Phase finale[4],[5]
|  | Quarts de finale   | Quarts de finale   | Quarts de finale | Quarts de finale |                    |                    | Demi-finales | Demi-finales | Demi-finales | Demi-finales |  |  | Finale                  | Finale | Finale | Finale |
|  |                    |                    |                  |                  |                    |                    |              |              |              |              |  |  |                         |        |        |        |
|  |                    |                    |                  |                  |                    |                    |              |              |              |              |  |  | Stade Charléty, à Paris |        |        |        |
|  |                    |                    |                  |                  |                    |                    |              |              |              |              |  |  |                         |        |        |        |
|  | Limoux             | Limoux             | 20               | 20               |                    |                    |              |              |              |              |  |  |                         |        |        |        |
|  | Limoux             | Limoux             | 20               | 20               |                    |                    |              |              |              |              |  |  |                         |        |        |        |
|  | Villeneuve-sur-Lot | Villeneuve-sur-Lot | 20               | 38               |                    |                    |              |              |              |              |  |  |                         |        |        |        |
|  | Villeneuve-sur-Lot | Villeneuve-sur-Lot | 20               | 38               | Villeneuve-sur-Lot | Villeneuve-sur-Lot | 32           | 28           |              |              |  |  |                         |        |        |        |
|  |                    |                    |                  |                  | Villeneuve-sur-Lot | Villeneuve-sur-Lot | 32           | 28           |              |              |  |  |                         |        |        |        |
|  |                    |                    | Toulouse         | Toulouse         | 18                 | 26                 |              |              |              |              |  |  |                         |        |        |        |
|  | Toulouse           | Toulouse           | Toulouse         | Toulouse         | 18                 | 26                 | 20           | 31           |              |              |  |  |                         |        |        |        |
|  | Toulouse           | Toulouse           |                  |                  |                    |                    |              | 31           |              |              |  |  |                         |        |        |        |
|  | XIII Catalan       | XIII Catalan       | 14               | 8                |                    |                    |              |              |              |              |  |  |                         |        |        |        |
|  | XIII Catalan       | XIII Catalan       | 14               | 8                | Villeneuve-sur-Lot | Villeneuve-sur-Lot | 33           | 33           |              |              |  |  |                         |        |        |        |
|  |                    |                    |                  |                  | Villeneuve-sur-Lot | Villeneuve-sur-Lot | 33           | 33           |              |              |  |  |                         |        |        |        |
|  |                    |                    | Saint-Gaudens    | Saint-Gaudens    | 20                 | 20                 |              |              |              |              |  |  |                         |        |        |        |
|  | Pia                | Pia                | Saint-Gaudens    | Saint-Gaudens    | 20                 | 20                 | 56           | 13           |              |              |  |  |                         |        |        |        |
|  | Pia                | Pia                |                  |                  |                    |                    |              |              |              |              |  |  |                         |        |        |        |
|  | Saint-Estève       | Saint-Estève       | 33               | 51               |                    |                    |              |              |              |              |  |  |                         |        |        |        |
|  | Saint-Estève       | Saint-Estève       | 33               | 51               | Saint-Estève       | Saint-Estève       | 8            | 20           |              |              |  |  |                         |        |        |        |
|  |                    |                    |                  |                  | Saint-Estève       | Saint-Estève       | 8            | 20           |              |              |  |  |                         |        |        |        |
|  |                    |                    | Saint-Gaudens    | Saint-Gaudens    | 31                 | 4                  |              |              |              |              |  |  |                         |        |        |        |
|  | Carpentras         | Carpentras         | Saint-Gaudens    | Saint-Gaudens    | 31                 | 4                  | 16           | 8            |              |              |  |  |                         |        |        |        |
|  | Carpentras         | Carpentras         |                  |                  |                    |                    |              | 8            |              |              |  |  |                         |        |        |        |
|  | Saint-Gaudens      | Saint-Gaudens      | 44               | 72               |                    |                    |              |              |              |              |  |  |                         |        |        |        |
|  | Saint-Gaudens      | Saint-Gaudens      | 44               | 72               |                    |                    |              |              |              |              |  |  |                         |        |        |        |
|  |                    |                    |                  |                  |                    |                    |              |              |              |              |  |  |                         |        |        |        |

## Finale - 22 mai 1999
(mt : 16 - 6)
Points marqués :
- Villeneuve-sur-Lot : 6 essais de Gauffre (32e), Frayssinous (38e), Banquet (40e), Collado (47e), Van Snick (68e) et Rinaldi (71e) ; 4 transformations de Banquet (32e, 38e, 47e et 71e) ; 1 drop de Rinaldi (79e) ; 1 carton jaune de Collado (54e).
- Saint-Gaudens : 3 essais de Borlin (10e et 58e) et Millet (77e) ; 3 transformations de Millet (10e, 58e et 71e) ; 1 pénalité de Millet (45e).

Évolution du score : 
Arbitre : M. Claude Alba (Roussillon)
Spectateurs : 7 592
Composition des équipes :
- Villeneuve-sur-Lot : Frédéric Banquet (c) - Mickaël Van Snick, Gilles Cornut, David Despin, Daniel Calvet - Julien Rinaldi (o), Steven Plath (m) - David Collado, Vincent Wulf, Paul Sironen, Pierre Sabatié, Laurent Carrasco, Grant Doorey - Vea Bloomfield, Christophe Canal, Laurent Frayssinous, Sébastien Gauffre - Entraîneur : Grant Doorey et Jean-Luc Albert
- Saint-Gaudens : Stéphane Millet - Thibault Surre, Jean-Christophe Borlin, Claude Sirvent, Philippe Lartigue- Arnaud Dulac (o), Anthony Golder (m) - Chris McPershon, Richard Bel, Brad Middelbosch, Cédric Loubet, Jean-Luc Vincent, Chris Sinclair- Nassim Kebdani, Julien Gérin, Franck Dencausse, Mathias Vigneau - Entraîneur :

## Effectifs des équipes présentes
| Villeneuve-sur-Lot | Frédéric Banquet (c) Benet Vea Bloomfield Daniel Calvet Christophe Canal Laurent Carrasco David Collado Gilles Cornut David Despin Fabien Devecchi Grant Doorey Laurent Frayssinous Sébastien Gauffre Franck Goffin Régis Pastre-Courtine Emmanuel Peralta Ludovic Perolani Steven Plath (m) Julien Rinaldi (o) Pierre Sabatié Paul Sironen Mickaël Van Snick Vincent Wulf Entraîneur : Grant Doorey & Jean-Luc Albert | Saint-Gaudens | Richard Bel Jean-Christophe Borlin Christophe Bourra Franck Dencausse Fabien Denis Arnaud Dulac (o) Julien Gérin Anthony Golder (m) Gaudens Kebdani Nassim Kebdani Philippe Lartigue Cédric Loubet Denis Masonnave Chris McPershon Brad Middelbosch Aaron Milan Stéphane Millet Chris Sinclair Claude Sirvent Thibault Surre Marc Tisseyre Mathias Vigneau Jean-Luc Vincent Jean-Marc Vincent Guy Wills   |
| Toulouse           | Belmudes Jean-Emmanuel Cassin Christophe Cazmajou Yannick Cazemajou Correia Alexandre Couttet Abderazak El-Khalouki Mark Faumuina Éric Frayssinet Godard Ahmed Harrat Léal Peter Lima Bruno Lucchese Laurent Lucchese Mappas Paul Mills Sean Mullins Andrei Olari Rivière Rodriguez Anthony Seuseu Toustou Vincent Frédéric Zitter Entraîneur : Patrick Pedrazzani                                                     | Saint-Estève  | José Alonso Sébastien Berdu Hadj Boudebza Pierre Chamorin Stéphane Chamorin Nicolas Couttet Mickael Doyle Franck Durand Jean-Marc Garcia Patrice Gomez Jérôme Guisset Frédéric Kaiser Philip Lockwood Laurent Nicolas Jacques Pech Ludovic Pena Philippe Pujol Frédéric Sana Manoa Thompson Patrick Torreilles Éric van Brussel Bruno Vergès Rechal Zenon Entraîneur : Mathieu Khedimi & Patrick Wozniack |
| XIII Catalan       | Cédric Alcacer Bertezen Olivier Bise Didier Cabestany Clap Paquito Cordoba Fuller Gilles Gironella Pascal Jampy Vallée | Carpentras    | Cyril Baudouin Bisson Jean-François Chauvin Philippe Chiron Lucien Demacédo Endicott Judge Nueheg O'Meara Franck Romano Rosser Joël Roux Romain Sort Tometic Touil Daniel Webster Laurent Zanchetti |
| Pia                | Amador Cazenave Fages Marques Fellous Flovie Howard Jaavuo Maffre Martinstone Patrick Noguera Rey Roden Soler Thorne Entraîneur : Abet Baklouch | Limoux        | Patrick Albérola Jérôme Alonso Vincent Banet Benoît Burgat Coote José Delgado David Ferriol David Gagliazzo Patrice Gonzalez Lilian Hébert Jean-Jacques Jammes Matthew-John Lonergan Craig Malouf Masson Nicolas Piccolo Puso Lawrence Raleigh Christophe Rossel Olivier Rougé Frédéric Teixido |
| Avignon            | Cédric Brown Yacine Dekkiche Boy Jones Lorimer Troy Lorimer Loau Malaiola William Roux | Lézignan      | Jérôme Azéma Jérôme Bevia Patrick Costes Laurent Ferrères Cyril Fito Didier Foulquier (o) Christophe Grandjean Georges Grandjean Aaron Kirkland David Marty Pascal Mons Ismaël Navarlas Nick Nuttall Jérôme Sarda (m) Stéphane Selles Thierry Valéro (c) Jimmy Veikoso Entraîneur : Raphaël Bueno |
| Carcassonne        | Ballarin Mickaël Barthe Patrice Benausse Brewer Daniel Divet Edwards Luc Eychenne Folch Romain Gagliazzo Hutton Milhes Sébastien Ormières F. Payraudeau Rambello (o) D. Sabatier Serres Shead Schuft | Tonneins      | Nicolas Aman Sébastien Caujolle Laurent Ceotto Grégory Charbonnier Christophe Coro Christophe Delbert Vincent Fauche Emmanuel Fauvel David Fernandez Ralf Life Cédric Marchet Gilles Mazat Eugène Pérez Bernard Petour William Renaud Faa'Aliga Somolia Christophe Stéphanuto Martial Trémouille David Tuia Alain Vergniol Éric Vergniol Daniel Vergniol                                                  |

## Médias
Un match par journée et la finale du Championnat sont retransmis en direct sur la chaîne Eurosport.